# 露西娅·托阿德尔
露西娅·托阿德尔（羅馬尼亞語：Lucia Toader，1960年9月30日—），旧姓绍卡（Sauca），罗马尼亚女子赛艇运动员。她曾代表罗马尼亚参加1984年夏季奥林匹克运动会赛艇比赛，获得女子八人单桨有舵手银牌。